# بارني وليامز
بارني وليامز هو مجدف كندي، ولد في 13 مارس 1977 في San Martín de los Andes ‏ في الأرجنتين.

## وصلات خارجية
- بارني وليامز على موقع الاتحاد الدولي للتجديف (الإنجليزية)
- بارني وليامز على موقع اللجنة الأولمبية الدولية (الإنجليزية)
- بارني وليامز على موقع أوليمبيديا (الإنجليزية)